# Türkische Botschaft Bamako
Die Türkische Botschaft Bamako (offiziell: Botschaft der Republik Türkei Bamako; Türkiye Cumhuriyeti Bamako Büyükelçiliği oder T.C. Bamako Büyükelçiliği) auf Französisch Ambassade de Turquie au Mali ist die höchste diplomatische Vertretung der Republik Türkei in Mali. Seit dem 1. Februar 2010 residiert Kemal Kaygısız als Botschafter der Republik Türkei in dem Botschaftsgebäude.